# Rudolf z Lichtenštejna
Rudolf kníže z Lichtenštejna (německy Rudolf Eugen Ferdinand Karl Fürst von und zu Liechtenstein, Herzog von Troppau und Jägerndorf, Graf von Rietberg) (18. dubna 1838 Vídeň – 15. prosince 1908 Moravský Krumlov)) byl rakouský a moravský šlechtic, generál a dvořan z rodu Lichtenštejnů. Od mládí sloužil v armádě a dosáhl hodnosti generála jezdectva. Na přelomu 19. a 20. století zastával důležité funkce u císařského dvora ve Vídni, kde byl nejvyšším štolbou (1892–1896) a nejvyšším hofmistrem (1896–1908), byl též rytířem Řádu zlatého rouna (1892). V roce 1899 zdědil titul knížete a vlastnil rozsáhlý majetek na Moravě (Moravský Krumlov, Velké Losiny). Zemřel bezdětný jako poslední potomek moravskokrumlovské větve Lichtenštejnů.

## Životopis

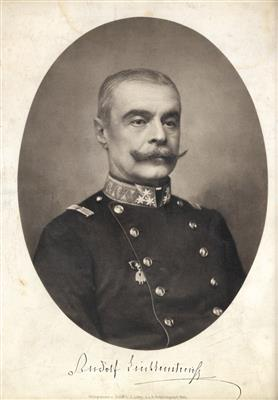
Princ Rudolf z Lichtenštejna

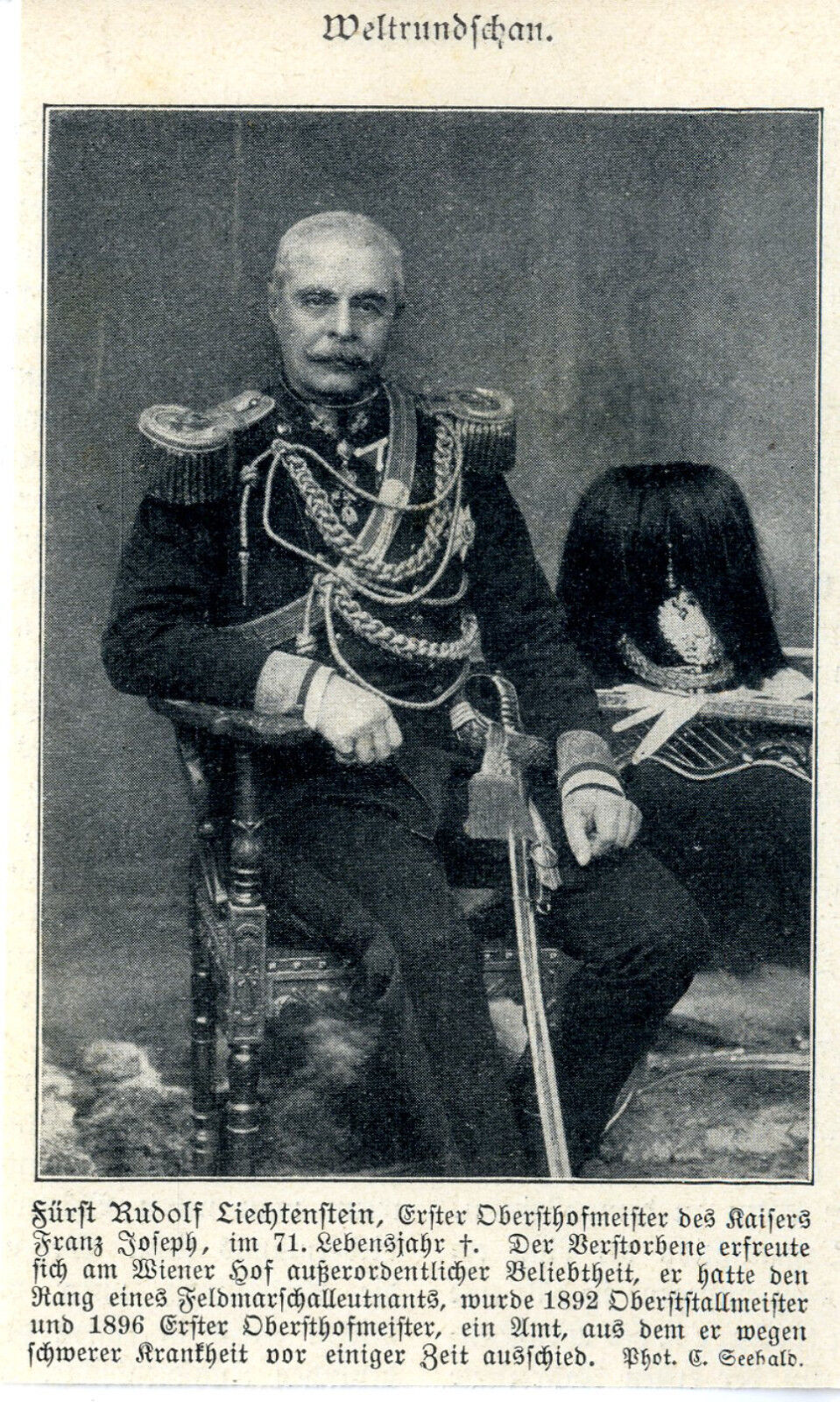
Úmrtní oznámení knížete Rudolfa z Lichtenštejna v dobovém tisku

Pocházel z moravskokrumlovské větve knížecího rodu Lichtenštejnů, narodil se jako mladší syn generála prince Karla Františka z Lichtenštejna (1790–1865) a Františky, rozené hraběnky Bruntálské z Vrbna (1799–1863). Jako kadet vstoupil v roce 1856 do armády a rychle postupoval v hodnostech, již v roce 1863 byl majorem a v letech 1863–1868 pobočníkem císaře Františka Josefa. V roce 1870 dosáhl hodnosti plukovníka, ale od roku 1874 již aktivně v armádě nesloužil, bez služebního zařazení žil ve Vídni, ale zúčastňoval se společenských aktivit u císařského dvora, kde později zastával vysoké funkce. V letech 1892–1896 byl císařským nejvyšším štolbou a téhož roku obdržel Řád zlatého rouna. V letech 1896–1908 zastával funkci císařského nejvyššího hofmistra s rozsáhlými kompetencemi, jako přední císařský dvořan měl důležitou úlohu při pohřbu zavražděné císařovny Alžběty nebo při rodinné krizi spojené s morganatickým sňatkem následníka trůnu Františka Ferdinanda (1900). Mimo aktivní službu nadále postupoval v armádních hodnostech, byl jmenován generálmajorem (1891), polním podmaršálem (1895) a k datu 1. května 1904 nakonec generálem jezdectva (1904). Jako nejvyšší štolba byl zároveň kapitánem císařské gardy rejtarů, ve funkci nejvyššího hofmistra byl později plukovníkem všech císařských gard.

## Majetek

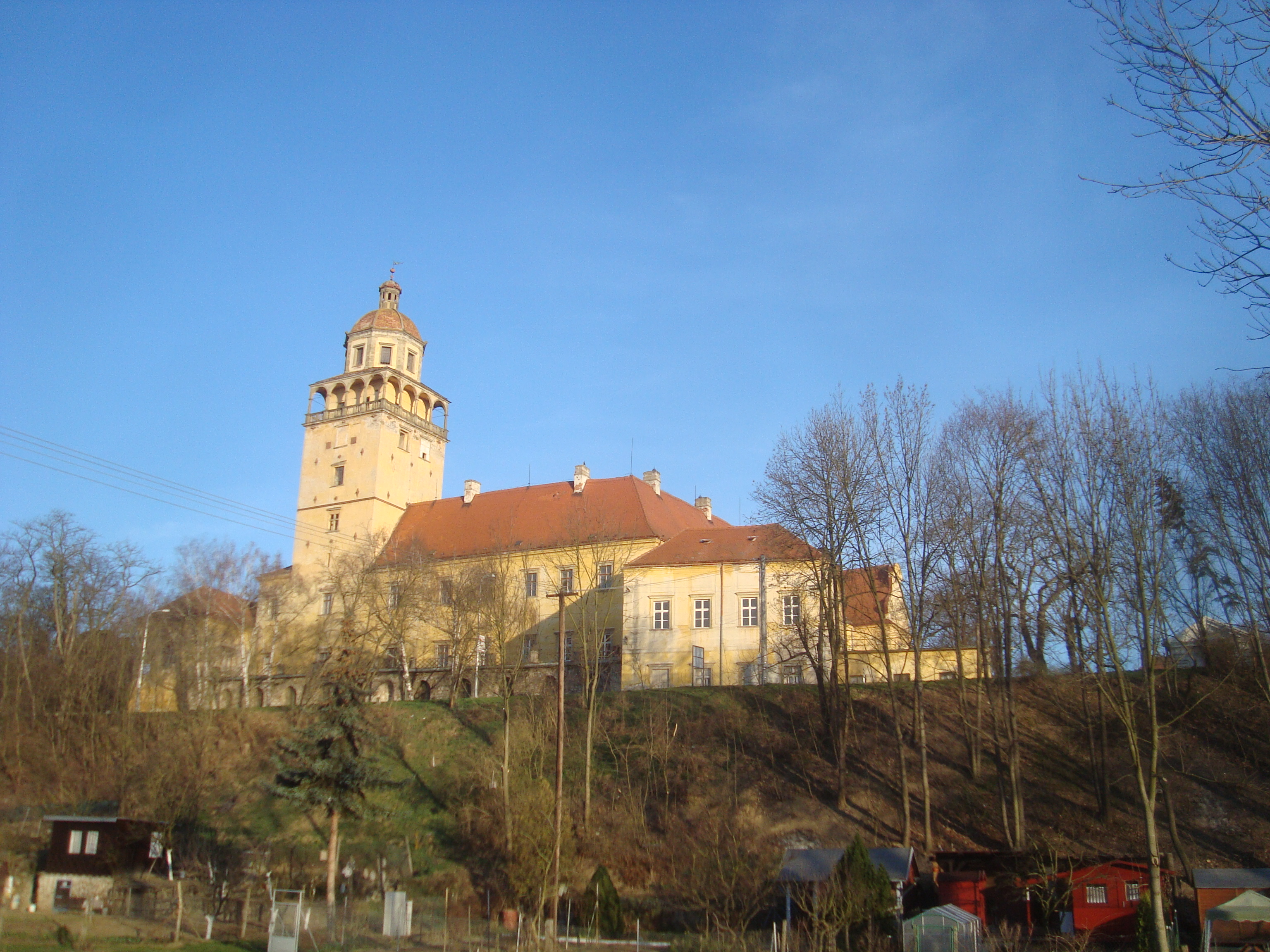
Zámek Moravský Krumlov

Po starším bratru Karlovi zdědil v roce 1899 titul knížete a stal se dědičným členem panské sněmovny. Zároveň převzal všechen majetek moravskokrumlovské větve rodu, jednalo se o čtyři velkostatky na jižní a severní Moravě (Moravský Krumlov, Velké Losiny, Hostim a Budkov). Největší podíl připadal na Moravský Krumlov s rozlohou 7 808 hektarů půdy, následovaly Velké Losiny s 6 405 hektary pozemků. K velkostatku Hostim-Boskovštejn náleželo 3 190 hektarů a k nedalekému Budkovu na rozhraní jižní Moravy a Vysočiny patřilo 1 731 hektarů půdy. Na velkostatcích Moravský Krumlov a Velké Losiny převažovaly lesní porosty, zatímco na jihomoravských statcích Hostim a Budkov dominovaly louky a pole se zemědělskou produkcí. Ke všem velkostatkům patřila řada průmyslových provozů, jako byly mlýny, cihelny, parní pily nebo vápenky. Celkově Rudolf z Lichtenštejna vlastnil na Moravě přibližně 20 000 hektarů půdy, centrální správa velkostatků sídlila v Moravském Krumlově. Když ze zdravotních důvodů postupně rezignoval na povinnosti spojené s výkonem funkce nejvyššího hofmistra, usadil se trvale na zámku v Moravském Krumlově.
Zemřel na zámku v Moravském Krumlově a jako poslední z rodiny byl pochován do rodové hrobky poblíž kostela Všech svatých. Jím vymřela moravskokrumlovská větev Lichtenštejnů a majetek byl rozdělen mezi potomstvo jeho sester. Největší podíl v podobě Moravského Krumlova zdědili Kinští, Hostim převzali Trauttmansdorffové a Budkov Salmové. Jediný majetek zůstal nadále v majetku Lichtenštejnů a přešel na vládnoucí větev rodu (Velké Losiny).

## Tituly a ocenění

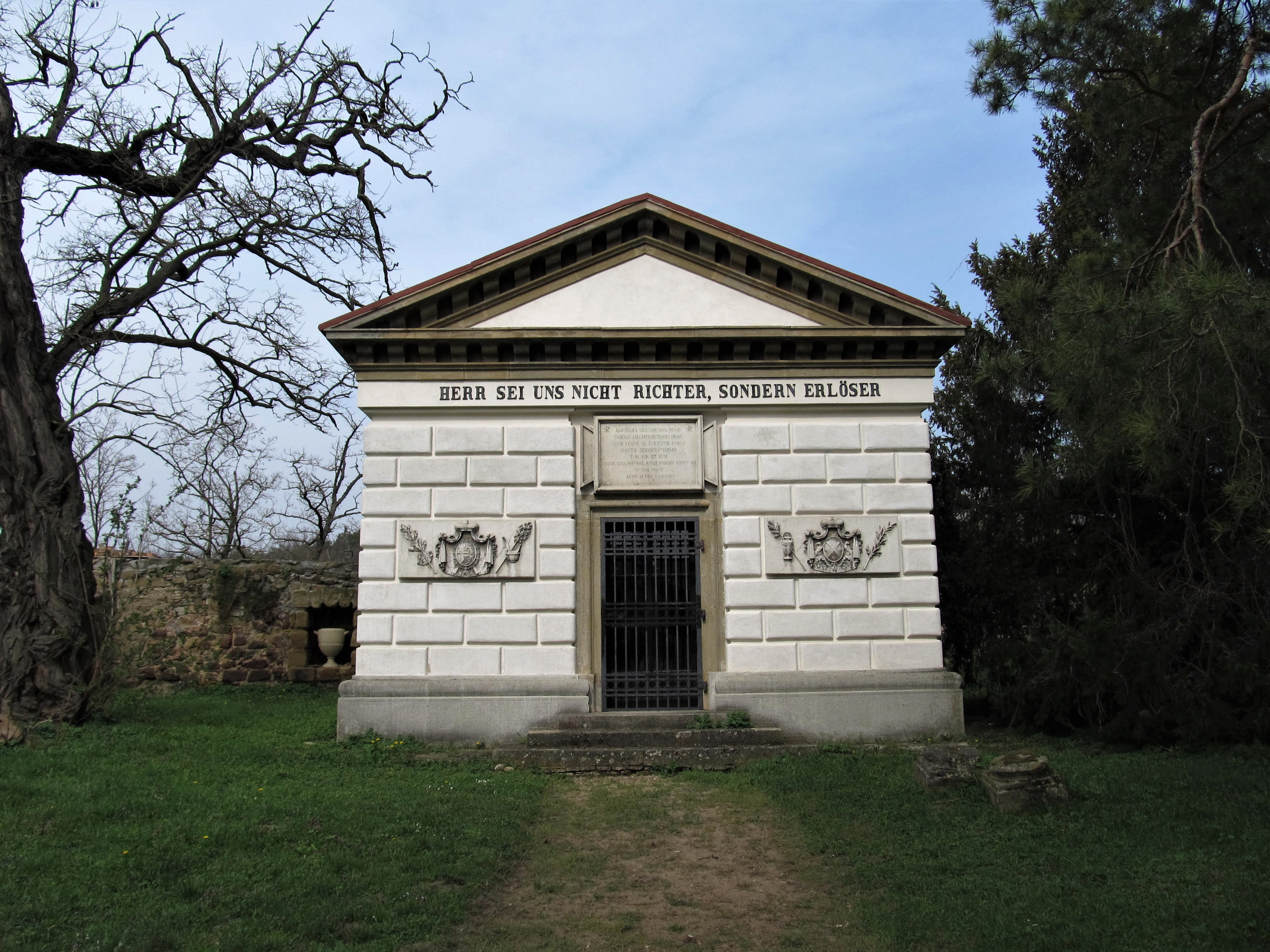
Hrobka Lichtenštejnů v Moravském Krumlově

Jako příslušník knížecího rodu užíval od narození titul prince s nárokem na oslovení Jeho Jasnost (Seine Durchlaucht), po starším bratrovi zdědil v roce 1899 titul knížete. V roce 1862 byl jmenován c. k. komořím a ve funkci nejvyššího štolby obdržel titul c. k. tajného rady (1892). V roce 1892 byl zároveň jmenován rytířem Řádu zlatého rouna, v roce 1896 získal velkokříž Řádu sv. Štěpána. Jako dlouholetý vysoký dvorský hodnostář obdržel také řadu vyznamenání od zahraničních panovníků. Mimoto byl od mládí čestným rytířem Maltézského řádu a od roku 1904 čestným majitelem dragounského pluku č. 10 dislokovaného v Krakově.

### Rakousko-Uhersko
- Řád zlatého rouna (1892)
- velkokříž Královského uherského řádu svatého Štěpána (1896)

### Zahraničí
- rytířský kříž Řádu svatého Ondřeje (Rusko)
- rytířský kříž Řádu sv. Alexandra Něvského (Rusko)
- rytířský kříž Řádu svaté Anny (Rusko)
- rytířský kříž Řádu sv. Vladimíra (Rusko)
- Řád sv. Stanislava I. třídy (Rusko)
- velkokříž Královského řádu Viktoriina (Spojené království)
- velkodůstojník Řádu čestné legie (Francie)
- rytířský kříž Řádu černé orlice s brilianty (Německo)
- velkokříž Řádu červené orlice (Německo)
- Řád Osmanie I. třídy (Osmanská říše)
- velkokříž Řádu sv. Mořice a Lazara (Itálie)
- Řád dvojitého draka I. třídy (Čína)
- Řád vycházejícího slunce (Japonsko)
- velkokříž Řádu bílého slona (Siam)
- velkokříž Řádu věže a meče (Portugalsko)
- velkokříž Řádu Karla III. (Španělsko)
- rytíř Řádu sv. Huberta (Bavorsko)
- velkokříž Záslužného řádu bavorské koruny (Bavorsko)
- rytíř Řádu routové koruny (Sasko)
- velkokříž Řádu Albrechtova (Sasko)
- velkokříž Řádu württemberské koruny (Württembersko)
- rytířský kříž Řádu Serafínů (Švédsko)
- velkokříž Leopoldova řádu (Belgie)
- velkokříž Řádu rumunské hvězdy (Rumunsko)
- velkokříž Řádu bílého orla (Srbsko)
- velkokříž Řádu bílého sokola (Sasko-Výmarsko)
- velkokříž Domácího řádu vendické koruny (Meklenbursko)
- velkokříž Vévodského sasko-ernestinského domácího řádu (Sasko)
- velkokříž Řádu sv. Alexandra (Bulharsko)
- Řád pruské koruny II. třídy (Německo)
- komtur Řádu Fridrichova (Württembersko)
- velkokříž Řádu sv. Josefa (Toskánsko)